# Jan Rymarkiewicz

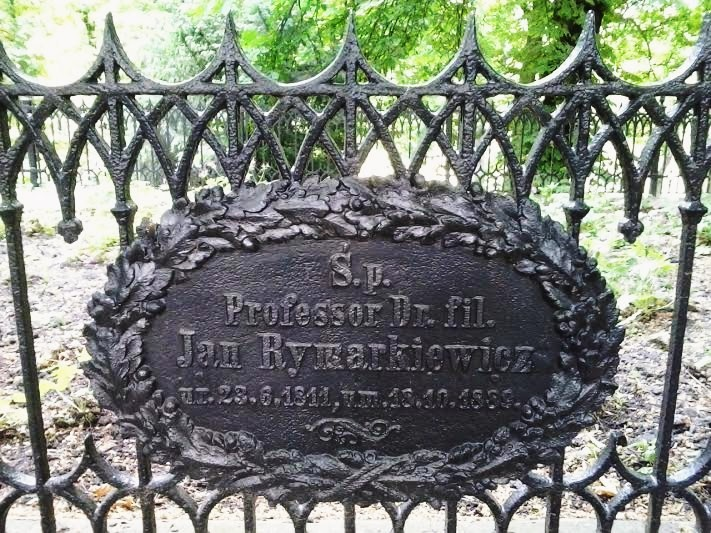
Grób na cmentarzu Zasłużonych Wielkopolan

Jan Rymarkiewicz (ur. 23 czerwca 1811 w Łobżenicy, zm. 18 października 1889 w Poznaniu) – polski działacz oświatowy, historyk, polonista, nauczyciel, powstaniec listopadowy.

## Życiorys
Urodził się w Łobżenicy jako syn szewca. Kształcił się w swojej rodzinnej miejscowości, a następnie we Wschowie oraz Poznaniu. W latach 1830–1831 przerwał naukę gimnazjalną i wziął udział w powstaniu listopadowym. Został ranny w jednej z bitew i dostał się do rosyjskiej niewoli. W latach 1836–1840 był nauczycielem prywatnym w Berlinie, gdzie studiował filozofię, prawo oraz historię. W 1841 roku powrócił do Wielkiego Księstwa Poznańskiego i nauczał do 1876 roku w poznańskich szkołach – Gimnazjum Fryderyka Wilhelma i Królewskim Gimnazjum św. Marii Magdaleny. Aktywnie angażował się w działalność społeczno kulturalną Wielkopolski. Był dożywotnim prezesem Towarzystwa Naukowej Pomocy dla Młodzieży Wielkiego Księstwa Poznańskiego, członkiem Towarzystwa Oświaty Ludowej oraz Towarzystwa Przyjaciół Nauk. Współpracował z Karolem Libeltem i Augustem Cieszkowskim. Wiele miejsca w swej twórczości poświęcił tematyce narodowej oraz mesjanistycznej.
Zmarł 18 października 1889 roku w Poznaniu i pochowany został na cmentarzu Zasłużonych Wielkopolan.

## Działalność pisarska
Prowadził działalność publicystyczną współpracując z czasopismem „Tygodnik literacki”. W latach 1845–1846 był redaktorem „Gazety Wielkiego Xięstwa Poznańskiego”. Zajmował się problematyką z zakresu historii literatury polskiej. Interesowały go zwłaszcza wczesne okresy – średniowiecze oraz renesans. Opracował Bogurodzicę, Modlitewnik Nawojki, a kilka prac poświęcił Janowi Kochanowskiemu. W 1855 roku wydał pisma Kaspra Miaskowskiego.

## Dzieła
- „O jedności słowiańskiej” (1841),
- „Pojęcie narodowości” (1843),
- „Nauka narodowości, czyli etnologia” (1849),
- „Nauka prozy” 1855 – na stronach Polony w wersji cyfrowej – podręcznik szkolny
- „Wzory prozy na wszystkie jej rodzaje, stopnie i kształty. Stopień III, Na klassy wyższe gimnazyów, tudzież dla realnych i wyższych szkół miejskich (t. I-III)” 1856 – na stronach WBC w wersji cyfrowej. wbc.poznan.pl. [zarchiwizowane z tego adresu (2018-10-15)]. – podręcznik szkolny
- „Poezye dla młodszego wieku z rozmaitych pisarzy zebrane” 1860. wbc.poznan.pl. [zarchiwizowane z tego adresu (2018-10-15)]. – podręcznik szkolny
- „Wiara i narodowość” (1863)
- „Kochanowski jako twórca Pieśni Świętojańskiej o Sobótce” 1876 – na stronach PBI[7]
- „Kolebka, dom i grób Jana Kochanowskiego czyli Sycyna, Czarnylas i Zwoleń : jaki dziś przedstawiają widok?” 1880 – na stronach Polony
- „Zjazd długoszowy krakowski roku 1880” – na stronach Polony w wersji cyfrowej